# Suhum
Suhum è un centro abitato del Ghana, situato nella Regione Orientale.